# Усманов, Махмут Усманович
Махмут Усманович Усманов  (25 октября 1918, с. Адаево Кукморского района — 1 сентября 2006, Казань) — народный художник Татарской АССР, заслуженный художник Российской Федерации (1999), кавалер орденов Отечественной войны II степени и Красной Звезды.

Картина «Прикамнефть», 1970 г.

## Биография
В 1938 г. окончил Казанское художественное училище. До призыва в армию в 1939 г. работал учителем рисования в Кукморе.
Участник Великой Отечественной войны. После демобилизации в 1946 году вернулся в Казань и работал в товариществе «Татхудожник» (ныне Худфонд). Первым из татарских художников воспел в своих полотнах нефтяников Татарстана.
Участник всероссийских, зональных, республиканских и персональных выставок, многие его работы находятся в Японии, Турции, Италии, Франции, США, Нидерландах.